# Zala (Iška)
Zala, v povirnem toku tudi Podresnik, je levi pritok reke Iške, ki se na Ljubljanskem barju izliva v Ljubljanico. Povirni pritoki Zale so potoki Rakiški graben, Tracah in Stara voda.